# Ардино (община)

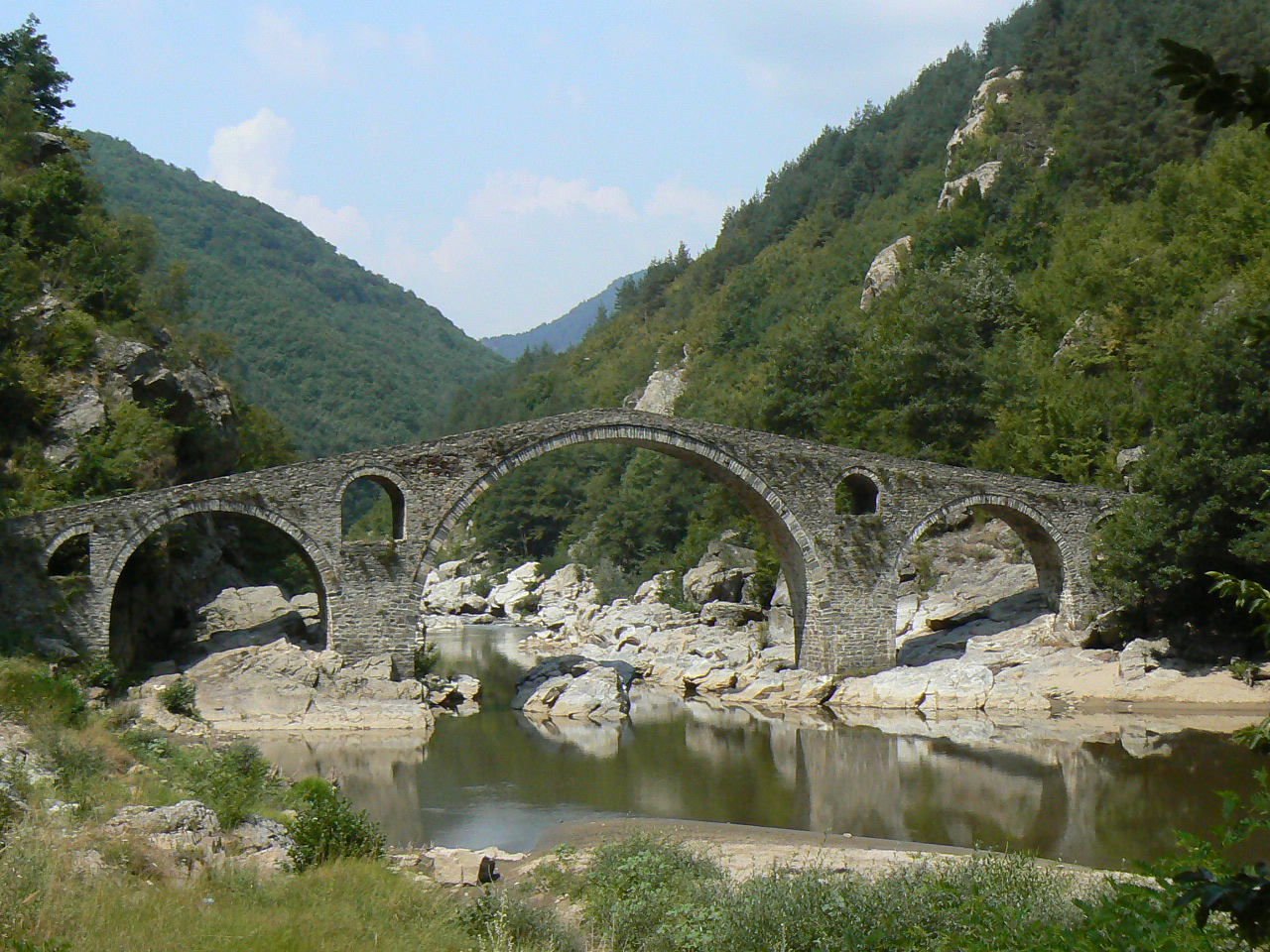
«Дьявольский мост» через Арду к северо-западу от Ардино

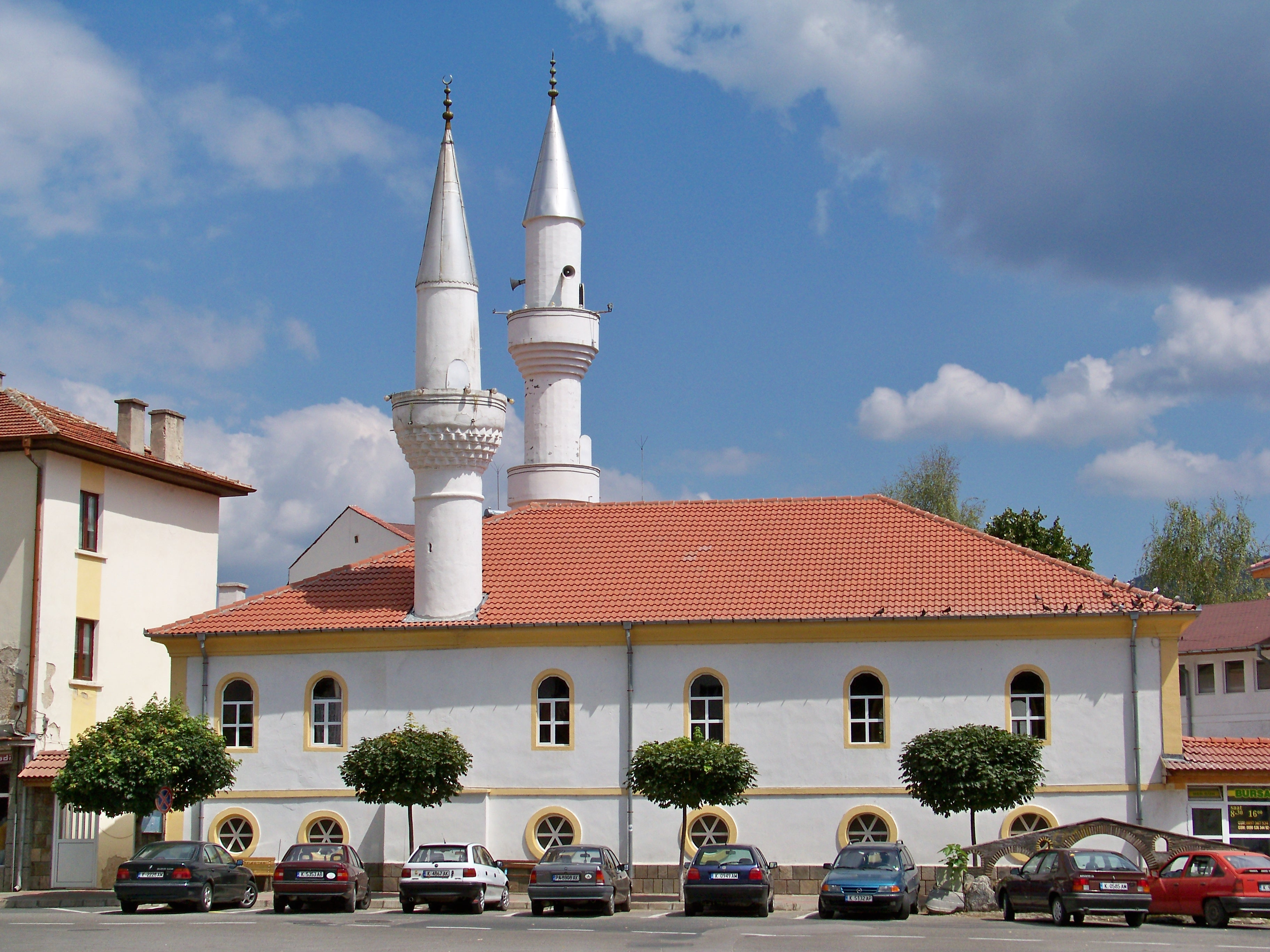
Мечеть в Ардино. Справа — фонтанчик, построенный по модели «Дьявольского моста»

Ардино (болг. Община Ардино) — община в Болгарии. Входит в состав Кырджалийской области. Население составляет 29 284 человека (на 21.07.05 г.).
Кмет (мэр) общины — Ресми Мехмед Мурад (Движение за права и свободы (ДПС)) по результатам выборов 2007 года.
Одной из главных туристских достопримечательностей общины является старинный мост в живописном ущелье Арды, известный как «Дьявольский мост». Популярностью пользуются также пещера Хладилник (Холодильник), Орловые скалы с многочисленными скальными нишами фракийской эпохи, туристический комплекс «Белые берёзы».
Основа экономики — сельское хозяйство (молочное скотоводство) и пищевая промышленность. Ведётся добыча мрамора. На территории общины есть залежи бентонита и марганцевых руд.

## Состав общины
В состав общины входят следующие населённые пункты:
1. Аврамово
2. Ардино
3. Ахрянско
4. Башево
5. Бистроглед
6. Богатино
7. Боровица
8. Брезен
9. Бял-Извор
10. Главник
11. Голобрад
12. Горно-Прахово
13. Гырбиште
14. Дедино
15. Дойранци
16. Долно-Прахово
17. Дядовци
18. Енёвче
19. Жылтуша
20. Искра
21. Китница
22. Кроячево
23. Латинка
24. Левци
25. Лениште
26. Любино
27. Мак
28. Млечино
29. Мусево
30. Падина
31. Паспал
32. Песнопой
33. Правдолюб
34. Рибарци
35. Родопско
36. Русалско
37. Светулка
38. Седларци
39. Синчец
40. Сполука
41. Срынско
42. Стар-Читак
43. Стояново
44. Сухово
45. Теменуга
46. Тырна
47. Тырносливка
48. Хромица
49. Червена-Скала
50. Чернигово
51. Чубрика
52. Ябылковец